# Waldpieper
Der Waldpieper (Anthus hodgsoni) ist ein Singvogel aus der Familie der Stelzen und Pieper (Motacillidae). Er ist ein Brutvogel Sibiriens und Ostasiens, der in Südostasien überwintert, und eine herbstliche Ausnahmeerscheinung in Mittel- und Westeuropa.
Das Artepitheton ehrt den englischen Diplomaten und Naturforscher Brian Houghton Hodgson, der von 1833 bis 1844 in Nepal lebte.

## Systematik und Unterarten
Wald- und Baumpieper sind vermutlich Schwesterarten, da sie sich in Aussehen, Stimme, Verhalten, Lebensraumansprüchen und Genetik sehr ähneln. Nichtsdestotrotz sind sie nicht konspezifisch, da sie – soweit bekannt – trotz ihres großen sympatrischen Vorkommens nicht hybridisieren.
Es werden zwei Unterarten anerkannt, die sich anhand von Gefiederunterschieden bestimmen lassen.
- A. h. hodgsoni Blackwelder, 1907 – Himalaya bis Zentral- und Ostchina, Honshu, Hokkaido und nördliche Koreanische Halbinsel (wobei bei beiden letzteren die Unterart-Zugehörigkeit nicht eindeutig geklärt ist);[3] Überwinterung in Südostasien; Syn. berezowskii, maculatus[4]
- A. h. yunnanensis Uchida & Kuroda, Nm, 1916 – Nordwest- bis Ostrussland (Kamtschatka, Sachalin, Kurilen), Nordmongolei, Nordostchina;[3] Überwinterung in Süd- und Südostasien; Syn. inopinatus[4]

## Beschreibung

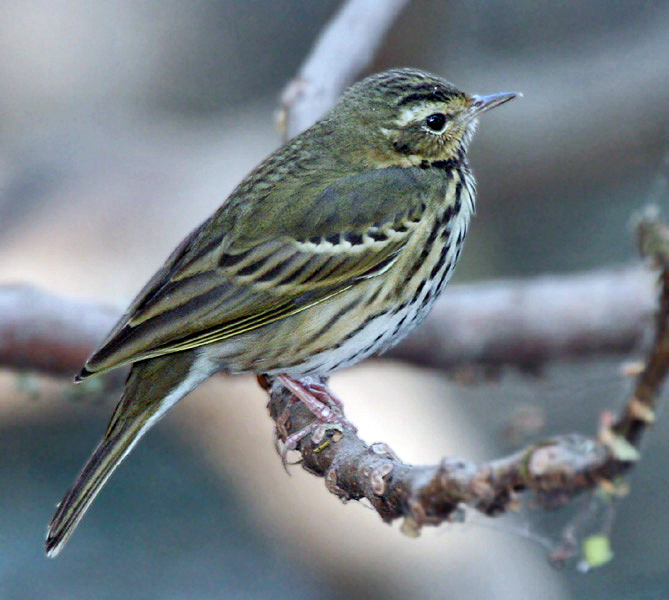

### Aussehen
Der Waldpieper wird ca. 14–15,5 cm groß und ist wie alle Pieper recht schlank gebaut. Oberseits ist er gräulich-grün gefärbt und auf dem Rücken und Mantel dezent dunkel gestreift; der Bürzel ist einfarbig und ungemustert. Die Unterseite ist weiß mit einem gelblich-braunen Anflug auf Brust und Seiten; die Brust ist kräftig schwarz gestreift oder gefleckt, diese Musterung setzt sich abgeschwächt auf dem oberen Bauch und den Flanken fort. Der Kopf ist kontrastreich gefärbt, so hat der Waldpieper einen breiten, ungefleckt weißen Überaugenstreif, der vor dem Auge ockerfarben ist. Oberkopf und Nacken sind mit dünnen, dunklen Streifen versehen und er hat einen schwarzen Scheitelseitenstreif, den man auch als obere Begrenzung des Überaugenstreifs sehen kann. Hinter den Ohrdecken befinden sich bei mehr als 90 % der Individuen ein isolierter weißer und darunter ein schwarzer Fleck. Seine Beine sind mattrosa und er hat wie der Baumpieper eine kurze, gekrümmte Hinterkralle, was diese beiden Arten von anderen Piepern abhebt. Der Schnabel ist verhältnismäßig dünn.
Die Nominatform A. h. hodgsoni ist insgesamt deutlich stärker gestreift als die Unterart A. h. yunnanensis.

### Artabgrenzung
Vom Baumpieper unterscheidet sich der Waldpieper durch eine kontrastreichere Kopffärbung, insbesondere durch den zweifarbigen Überaugenstreif, der vor dem Auge ockerfarben oder rostbeige und sonst weiß ist, dessen schwarze Oberbegrenzung und einen weißen sowie einen schwarzen Fleck hinter den Ohrdecken. Weitere Unterscheidungsmerkmale des Waldpiepers, allerdings mit Überschneidungsbereich, sind eine schwächere Strichelung des meist grünlicheren Rückens und eine stärkere Strichelung der Brust. Im Herbst haben Waldpieper außerdem olivbraune Schirmfedersäume, die beim Baumpieper grauweiß und deutlich schmaler sind. Zudem haben Waldpieper oft eine deutlich kleinere Handschwingenprojektion.

### Stimme
Der Gesang, der meist von einem erhöhten Ansitz in einer Baumkrone vorgetragen wird, ähnelt dem des Baumpiepers, klingt jedoch meist etwas schwächer, höher und heller. Tonhöhe, Tempo und Struktur sind konstanter als beim Baumpieper, weswegen der Gesang an den der Hecken- oder Schwarzkehlbraunelle, entfernter auch an den der Rötelammer oder des Goldhähnchen-Laubsängers erinnern kann. Zudem besteht durch den Einbau von trockenen Trillern in Kombination mit sehr dünnen und hellen Tönen eine Ähnlichkeit zum Rotkehlpieper.
Der Ruf ist ein scharfes, etwas heiseres „spiz“, das etwas feiner und weniger rau gedehnt als der Ruf des Baumpiepers klingt und eher dem des Rotkehlpiepers ähnelt. Aufgrund der individuellen Varianz ist es aber nur sehr eingeschränkt möglich, Baum- und Waldpieper sicher anhand des Rufes zu unterscheiden. Der Warnruf ist ein kurzes, scharfes, dünnes „sitt“, welches beständig wiederholt wird.

## Verbreitung und Wanderungen
Der Waldpieper brütet in großen Teilen des asiatischen Russlands, flächendeckend vor allem im Osten, auf der nördlichen Koreanischen Halbinsel, in Nord- und Zentraljapan und disjunkt vom Himalaya bis nach Zentral- und Ostchina.
Da er ein Zugvogel ist, ist er in seinen sibirischen Brutgebieten nur von Mai bis in den späten August oder September hinein anzutreffen; die himalayischen Populationen verbleiben in ihren Brutgebieten bis Oktober. Die Überwinterungsgebiete liegen in Südchina, Taiwan, auf den Philippinen, in Nordborneo und von Indochina bis zum Indischen Subkontinent (außer Pakistan und West- sowie Südostindien).
Im westlichen Europa ist die Unterart A. h. yunnanensis ein alljährlicher, vor allem im Oktober auftretender Irrgast. Außerdem wurde der Waldpieper im Nahen Osten, auf der Arabischen Halbinsel und in Nordamerika in Alaska, Nevada und Mexiko sowie auf Hawaii nachgewiesen.

## Lebensraum und Verhalten
Der Waldpieper brütet in offener Taiga sowie felsigem Gelände in Höhen von bis zu 4000 m. Im Vergleich zum ähnlichen Baumpieper bevorzugt er dichtere und feuchtere Wälder, bei der Nahrungssuche kann man ihn jedoch auch in Feldern und verbuschten Flächen antreffen. Dabei ist er oft in kleinen Gruppen oder paarweise unterwegs. Teilweise ist er wenig scheu und dann auch in Stadtparks anzutreffen.
In den Winterquartieren bevorzugt die Art stärker bewaldete Flächen als der Baumpieper.

## Gefährdung
Die Art wird wegen des sehr großen Verbreitungsgebietes von etwa 29.200.000 km² und der stabilen Bestände in der Roten Liste der IUCN als nicht gefährdet (Least Concern) eingestuft.